# Museo archeologico regionale Antonino Salinas
Il Museo archeologico regionale "Antonino Salinas" è un museo che ha sede a Palermo. Possiede una delle più ricche collezioni archeologiche d'Italia e testimonianze della storia siciliana in tutte le sue fasi, che vanno dalla preistoria al medioevo. Al suo interno sono conservati i reperti e manufatti dei popoli che hanno determinato la storia dell'isola: fenici, punici, greci, romani e bizantini, ma anche manufatti di altri popoli come gli egizi e gli etruschi. Vi è conservata la Pietra di Palermo, un'importante testimonianza della storia dell'Antico Regno egiziano.
Nato nel 1814, è stato museo nazionale fino al 1977, ed è dedicato ad Antonino Salinas, celebre archeologo e numismatico palermitano, che lo diresse dal 1873 fino alla morte nel 1914.

## Storia del Museo

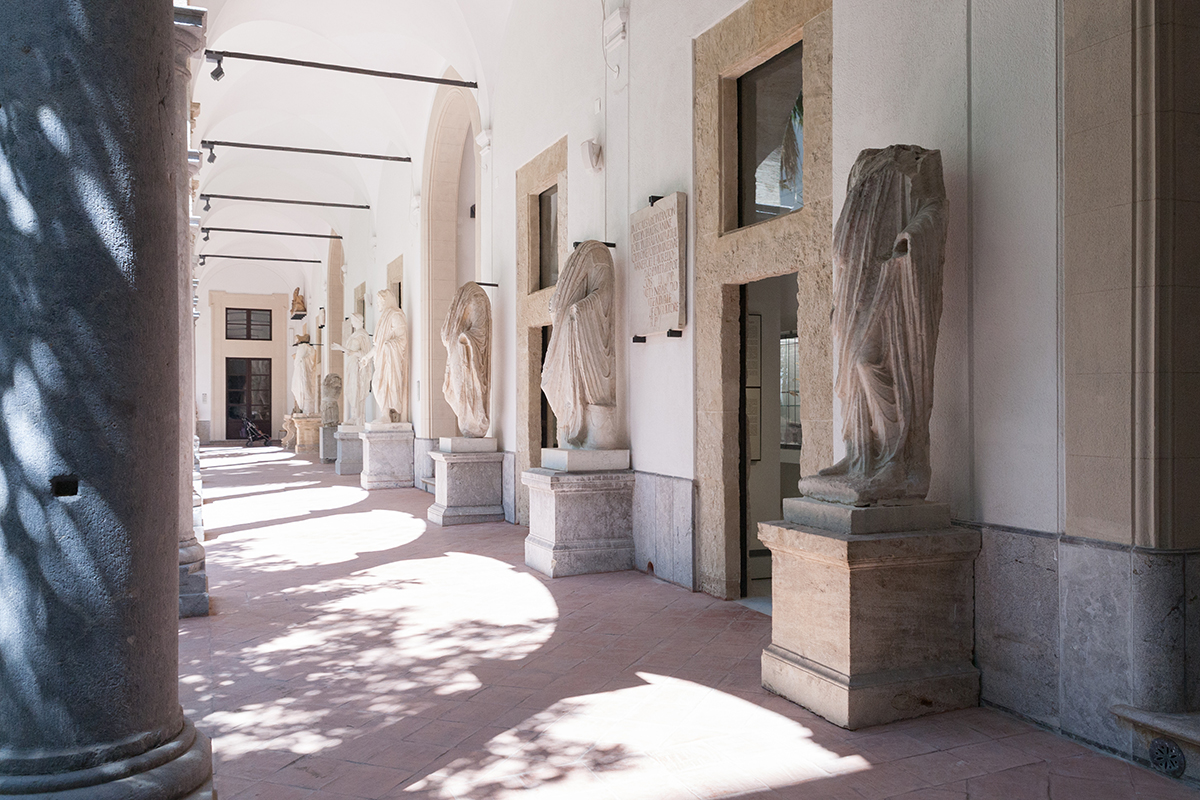
Chiostro maggiore

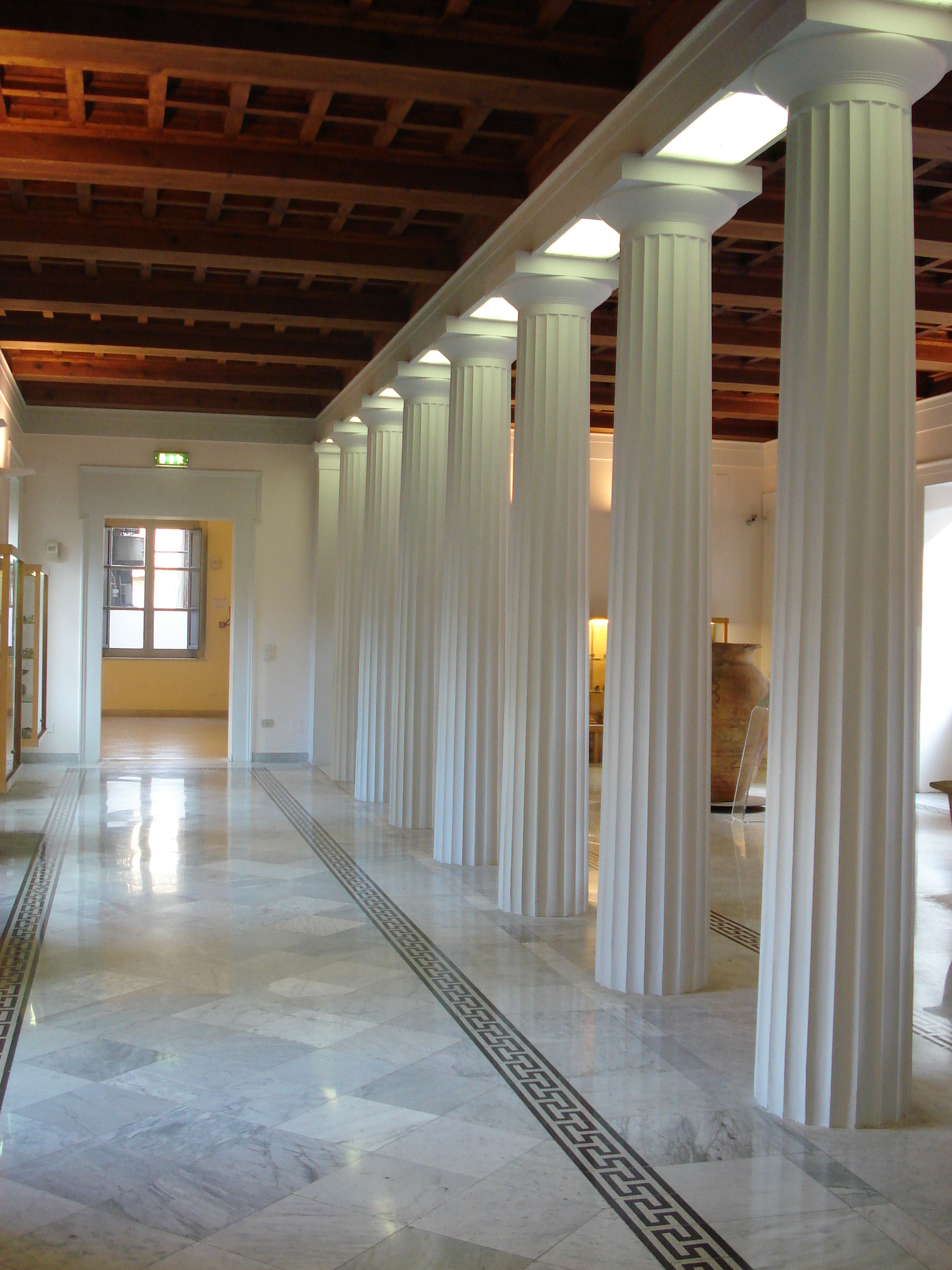
Sala delle colonne

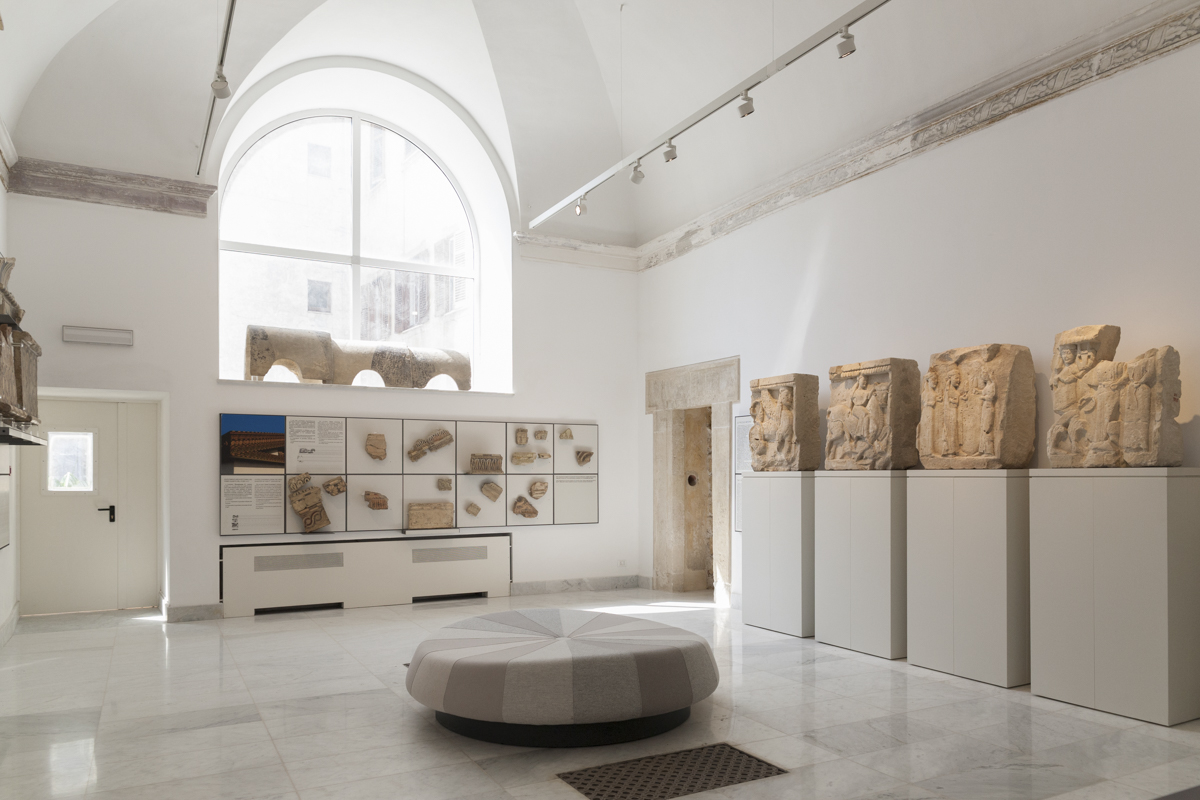
Sala delle metope del tempio Y di Selinunte

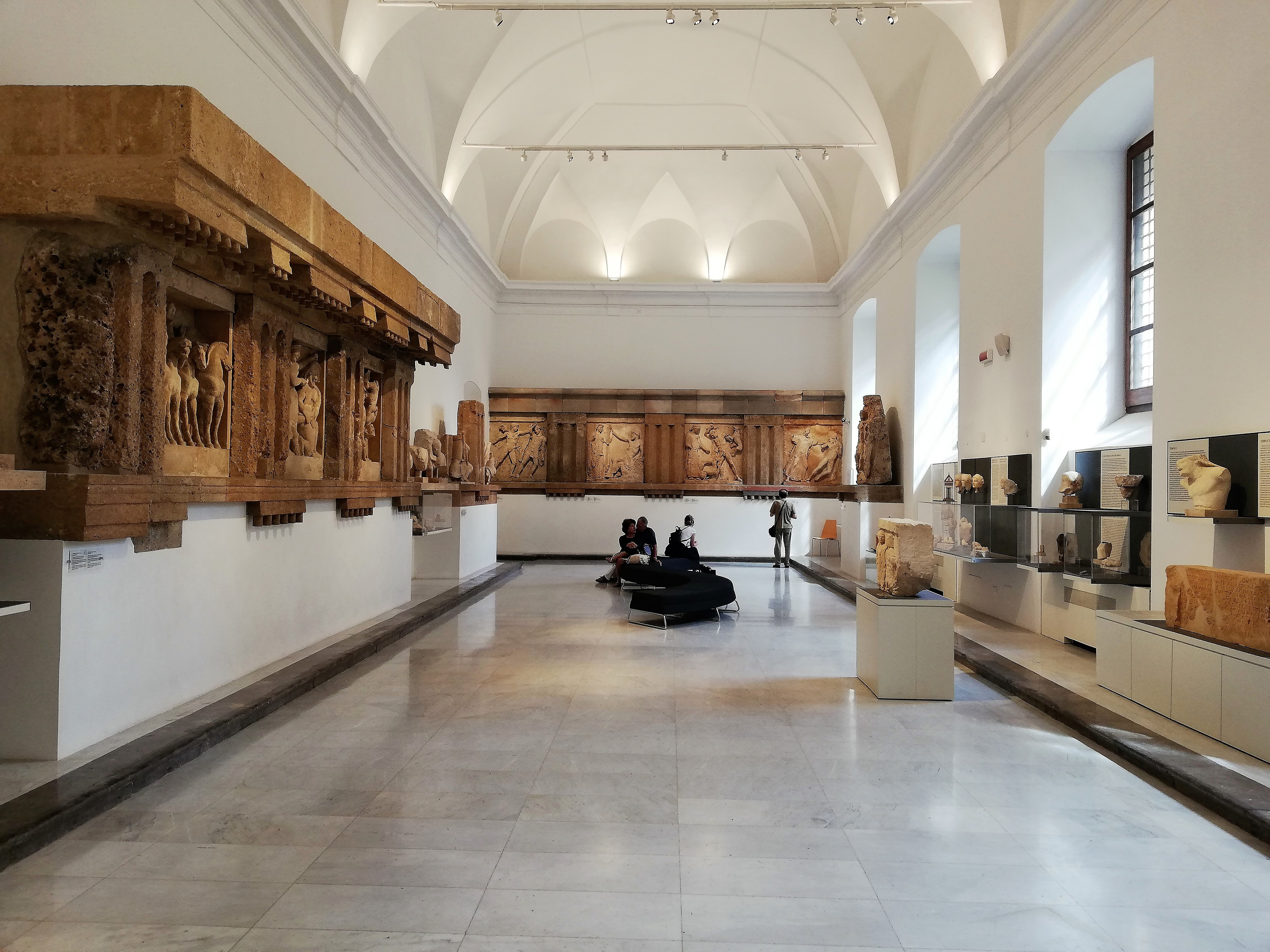
Sala delle metope dei templi C, E ed F di Selinunte.

Un primo nucleo del museo nasce nel 1814 come museo dell'università di Palermo nella Casa dei Padri Teatini di San Giuseppe ed era composta da donazioni di opere di diverse collezioni private appartenenti a nobili palermitani, cui si aggiunsero opere archeologiche provenienti da scavi campani, donate dai Borbone-Due Sicilie.
Tra i vari contributi il più significativo fu certamente quello di Giuseppe Emanuele Ventimiglia principe di Belmonte. Nel 1823, i Borboni aggiunsero le metope arcaiche del Tempio C di Selinunte, scoperte da due architetti inglesi Samuel Angell e William Harris nel corso del loro tour attraverso la Sicilia alla ricerca di antichita classiche. Benché le autorità borboniche avessero cercato di fermarne l'attività di contrabbando di antichità, Angell e Harris continuarono il loro lavoro e cercarono di spedire i loro reperti in Inghilterra, per il British Museum. Negli echi delle spoliazioni di Lord Elgin sul Partenone di Atene nel 1812 e costituzione degli Elgin Marbles, le spedizioni di Angell e Harris furono provvidenzialmente bloccate e dirottate a Palermo dove da allora si conservano nel Museo archeologico di Palermo.
Nel luglio 1860, durante la dittatura di Garibaldi, il museo fu distaccato dall'università e posto alle dipendenze della Commissione Antichità e Belle arti, affidando la direzione al cavaliere Giovanni D'Ondes Reggio e venne incrementato con le collezioni del museo Salnitriano dei Padri Gesuiti, da una generosa donazione da parte di Girolamo Valenza consistente in pietre prezione, una collezione numismatica e circa 4000 libri e dall'acquisto della collezione del barone Antonino Astuto. Con un decreto del 1863 fu stabilito che tutti gli oggetti antichi rinvenuti negli scavi delle province di Palermo, Trapani, Girgenti e Caltanissetta fossero depositati nel "Regio Museo di Palermo".
Nel 1865 si aggiunge la ricca collezione di reperti etruschi del conte Pietro Bonci Casuccini, proveniente da Chiusi. La collezione venne messa in vendita dai nipoti del fondatore, Ottavio e Pietro. Acquistata dal Regno d'Italia nel 1863, grazie all'intervento di Michele Amari, in quegli anni ministro della pubblica istruzione, venne destinata al "Regio Museo Archeologico di Palermo" nel 1865 per la disponibilità di spazi espositivi adeguati.
A seguito della legge sulla soppressione degli ordini religiosi del 1866, si decise di trasferire la sede del museo dalle sue poche sale, dove molte delle acquisizioni non erano esposte per mancanza di spazi e fu scelto l'edificio confiscato alla Congregazione di San Filippo Neri all'Olivella, e l'intera struttura fu utilizzata come sede del museo nazionale. Per la trasformazione l'edificio venne completamente stravolto dalla sua forma originaria per andare incontro alle esigenze museali. Nel 1870, fu aggiunta la collezione archeologica custodita nel museo dell'abbazia benedettina di San Martino delle Scale
Nel dicembre 1871 avvenne un furto nel museo e andarono trafugate quasi tutte le monete d'oro e d'argento e dell'antica oreficeria.
Il museo continuò ad arricchirsi nel tempo grazie ad importanti acquisizioni, come per esempio il "Medagliere Gandolfo" o la collezione del console britannico Robert Fargan (che comprende anche il frammento di Palermo, facente parte dell'apparato scultoreo del Partenone).
Ma è sotto la quarantennale direzione di Antonino Salinas (1873-1914) che il museo crebbe in maniera consistente attraverso ricerche archeologiche condotte nell’isola, come a Mozia, Tindari e Selinunte, portando nel museo i reperti rinvenuti come quattro metope arcaiche, con un'opera di recupero delle opere d'arte tra le macerie dopo il terremoto di Messina del 1908, e grazie ad acquisti di opere e materiali salvati alla dispersione.
Durante la seconda guerra mondiale l'allora direttrice del museo, Jole Bovio Marconi, si occupò di rispostare tutto il materiale custodito all'interno del museo presso il monastero di San Martino delle Scale per preservare la collezione dalle distruzioni dei bombardamenti alleati. Nel 1949 Bovio Marconi si occupò del riallestimento museale; la struttura era stata pesantemente danneggiata il progetto di recupero architettonico fu curato dall'architetto Guglielmo De Angelis d'Ossat.
Nel periodo successivo alla seconda guerra mondiale numerosi scavi condotti nella Sicilia occidentale hanno apportato un ulteriore arricchimento del museo colmando la narrazione storica dell'isola, che in questa maniera percorre interamente l'arco di tempo che va dalla preistoria al medioevo. Fino al 1954 custodiva anche la collezione d'arte, quell'anno trasferita a palazzo Abatellis, divenuto dal 1977 Galleria Regionale della Sicilia.
Dal 1977 le competenze dei beni culturali sono passate dallo Stato alla Regione Siciliana e così il museo nazionale di Palermo è divenuto regionale e gestito attraverso il "Dipartimento regionale dei beni culturali e dell'identità siciliana"..
Nel 2009 il museo è stato chiuso per permetterne il restauro e il riammodernamento della struttura e dell'esposizione, ed è stato riaperto parzialmente nel luglio 2016. Nel 2016 è stato recepito, con legge regionale, anche dalla Regione Siciliana il modello organizzativo dei poli museali, previsto dal D.P.C.M. 29 agosto 2014, n. 171 e il museo inserito nel "Polo regionale di Palermo per i parchi e i musei archeologici con museo Salinas".

## Complesso architettonico

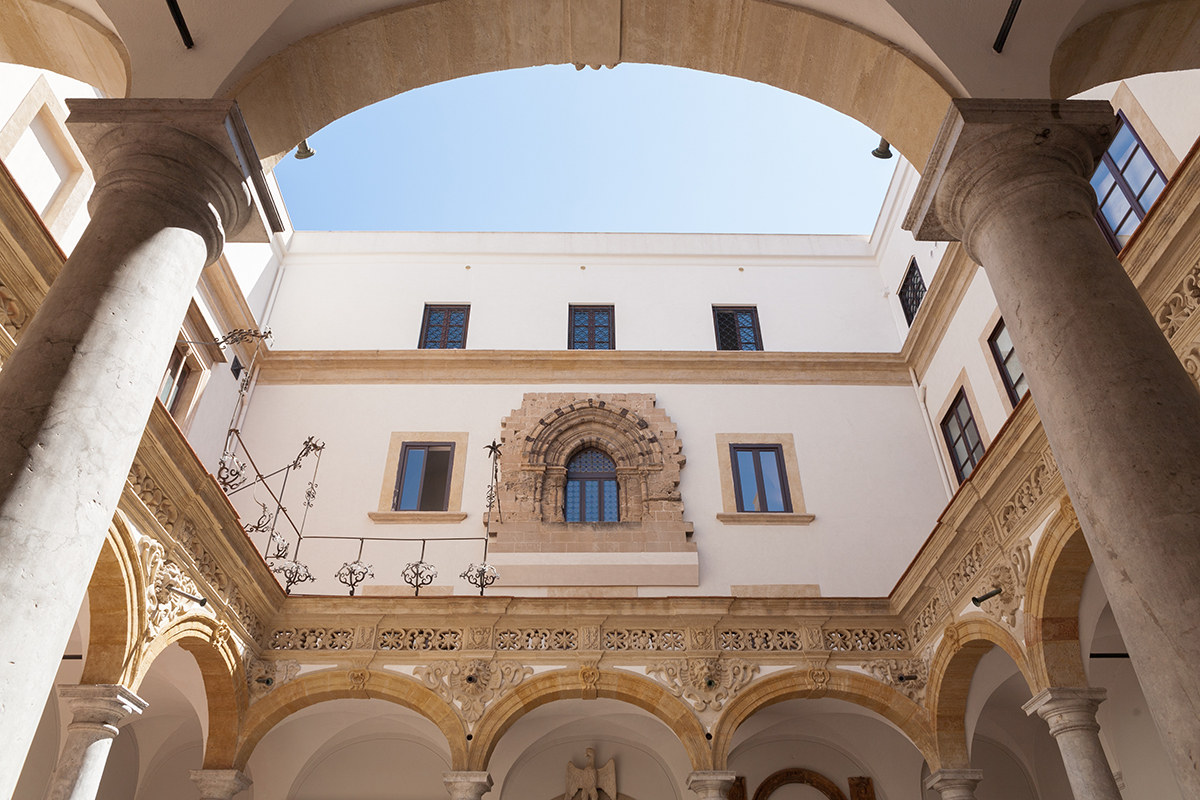
Chiostro minore

La Casa dei Padri della Congregazione di San Filippo Neri, dal 1866 sede del museo, venne iniziata sul finire del XVI secolo su progetto dell'architetto Antonio Muttone e l'edificio fu completato nel XVII secolo. Il complesso monumentale include anche la chiesa di Sant'Ignazio e l'Oratorio di San Filippo Neri.
Dal 1866 al 1870 fu effettuato un importante rimaneggiamento degli spazi per la conversione in sede museale.
Rimane, come testimonianza della precedente destinazione d'uso, la splendida seicentesca cappella dei Padri Filippini con soffitti stuccati ed affrescati, ornata in legno, oro ed avorio. Durante le ristrutturazioni del 2009, in quella che era la sala ricreativa dei religiosi, è venuto fuori un soffitto ligneo con decorazioni policrome del '600, precedentemente occultato da una copertura ottocentesca.
Nel marzo del 2018 viene inaugurato il nuovo spazio ricavato nella terza corte del convento, denominato "agorà", dove sono esposte le 17 gronde leonine del tempio di Himera e la grande maschera della Gorgone del tempio C di Selinunte.
L'ala, ricavata nella terza corte del convento, fu nel XIX secolo coperta ed utilizzata come spazio di servizio per le carrozze e successivamente per l'esposizione dei grandi mosaici di epoca romana.
La corte, oggi dotata di una copertura di vetro e acciaio, è utilizzata anche come spazio polifunzionale per convegni, esposizioni temporanee, prestazioni artistiche e concerti.
Una parte del pavimento dall'agorà è stata coperta con una lastra di vetro per poter rendere visibile l'antico selciato sottostante ancora esistente.
Il 28 giugno del 2018 è stato inaugurato al piano terra il Caffè Concettuale che comprende un punto d'accoglienza, libreria, caffetteria e zona Wi-Fi.

## Il museo

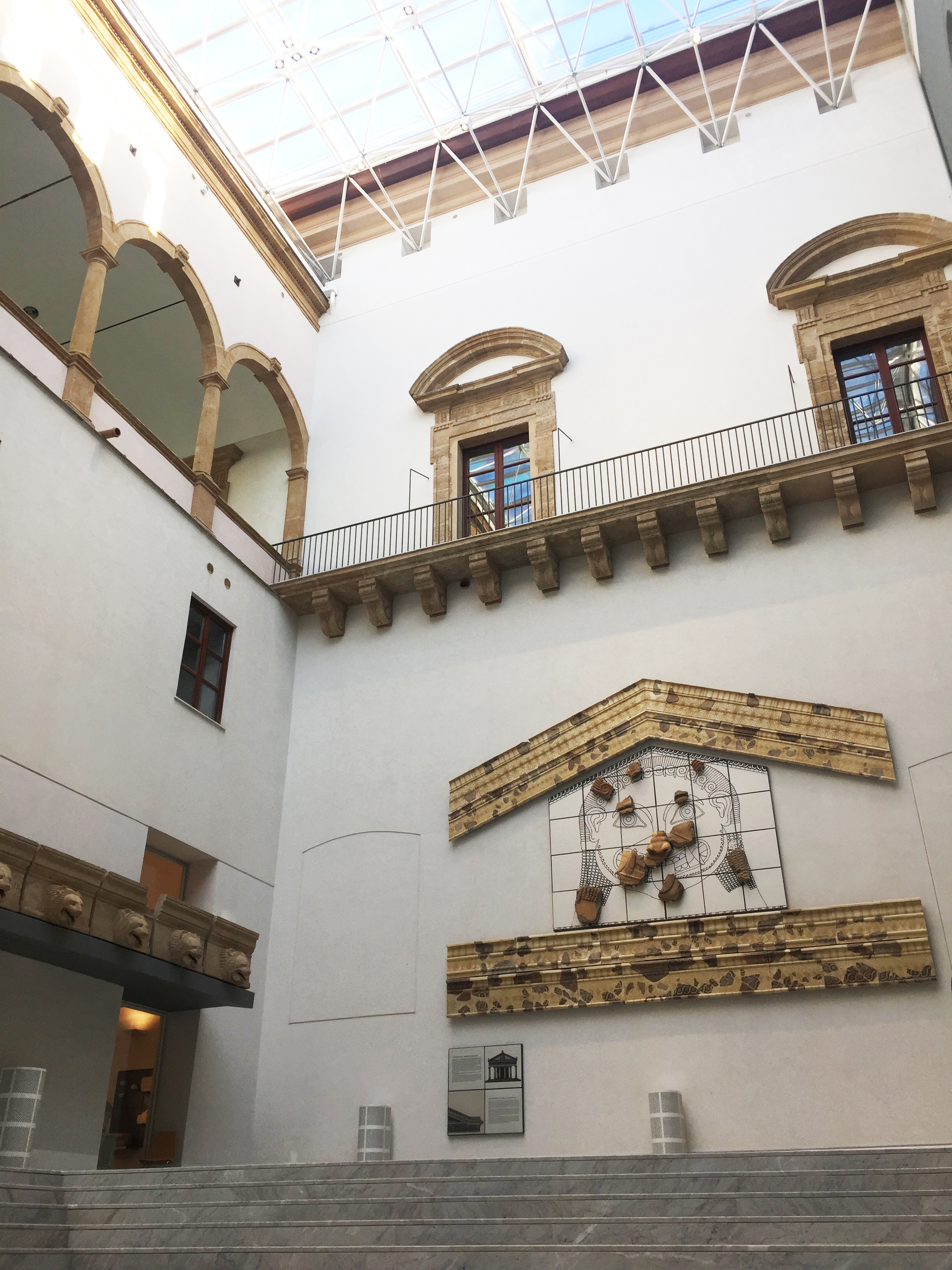
Agorà

Il museo offre una sezione dedicata ai reperti rinvenuti durante gli scavi subacquei: materiali che facevano parte del carico delle navi, ancore di pietra, ceppi di piombo, lucerne, anfore ed iscrizioni che vanno dalla cultura dei Punici a quella dei Romani.
Alla sezione fenicio-punica appartengono due grandi sarcofagi antropomorfi del V secolo a.C., provenienti dalla necropoli di Pizzo Cannita (Misilmeri); vi sono anche sculture di divinità fenicie e stele votive da Mozia e da Lilibeo, insieme a vasellame vitreo proveniente dall'insediamento di Monte Porcara e ad una splendida serie di edicole dipinte recanti il segno di Tanit e il caduceo.
Nella sezione archeologica di Selinunte, situata nella parte orientale dell'edificio, sono dedicate alcune sale ai templi e alle loro numerose metope con rilievi mitologici (Templi C, Y, E ed F), sculture d'età arcaica e classica, la Tavola Selinuntina che celebra la ricchezza della città, le stele gemine del santuario di Zeus Meilichios.
Nell'agorà con copertura a vetro sono custodite le 12 gronde leonine del lato settentrionale e le 5 del lato meridionale del tempio di Himera, risalente al 480 a.C. costruito per festeggiare la vittoria dei greci contro i cartaginesi. Una delle gronde conserva ancora tracce di colore della pittura originaria. Lo spazio ospita inoltre la ricomposizione, ricavata dai disegni del 1926 dell'archeologo Ettore Gabrici, del frontone con Gorgone del tempio C di Selinunte (il più grande gorgonèion dell'architettura greca esistente).
Altre sale raccolgono oggetti e sculture provenienti da Solunto, Megara Hyblaea, Tindari, Camarina ed Agrigento. Tra le opere di maggior rilievo artistico segnaliamo il grande Ariete di bronzo del III secolo a.C. proveniente da Siracusa, l'Eracle che abbatte la cerva, copia romana da un originale di Lisippo, ed infine una copia romana in marmo del Satiro versante di Prassitele. L'epoca romana è, invece, documentata da una collezione di sculture e da mosaici staccati dalle ville di Piazza Vittoria a Palermo, nei cui pressi era certamente collocato il foro della città romana.
I reperti delle culture preistoriche presenti soprattutto nelle grotte del territorio palermitano e, in parte di quello trapanese (Levanzo), hanno avuto spazio al secondo piano del museo, e recentemente sono state ri-sistemate, grazie all'opera e al contributo del Prof. Sebastiano Tusa.

## Percorso espositivo
| Piano terra   | Scrittura ed epigrafi                                       |
| Piano terra   | Selinunte                                                   |
| Piano terra   | Colonie greche nella Sicilia orientale                      |
| Piano terra   | Scavi commissione antichità e belle arti                    |
| Piano terra   | Collezioni ed acquisizioni ottocentesche                    |
| Primo piano   | Collezione etrusca Casuccini                                |
| Primo piano   | Collezione del medagliere                                   |
| Primo piano   | Le donazioni reali                                          |
| Primo piano   | Collezione Astuto, museo di San Martino e museo Salnitriano |
| Primo piano   | Gioielli                                                    |
| Primo piano   | Gela                                                        |
| Secondo piano | Sala conferenze "Antonino Salinas"                          |
| Secondo piano | La preistoria della Sicilia                                 |
| Secondo piano | I Fenici                                                    |
| Secondo piano | Solunto                                                     |
| Secondo piano | Lilibeo                                                     |
| Secondo piano | Collezione subacquea                                        |

## Collezioni

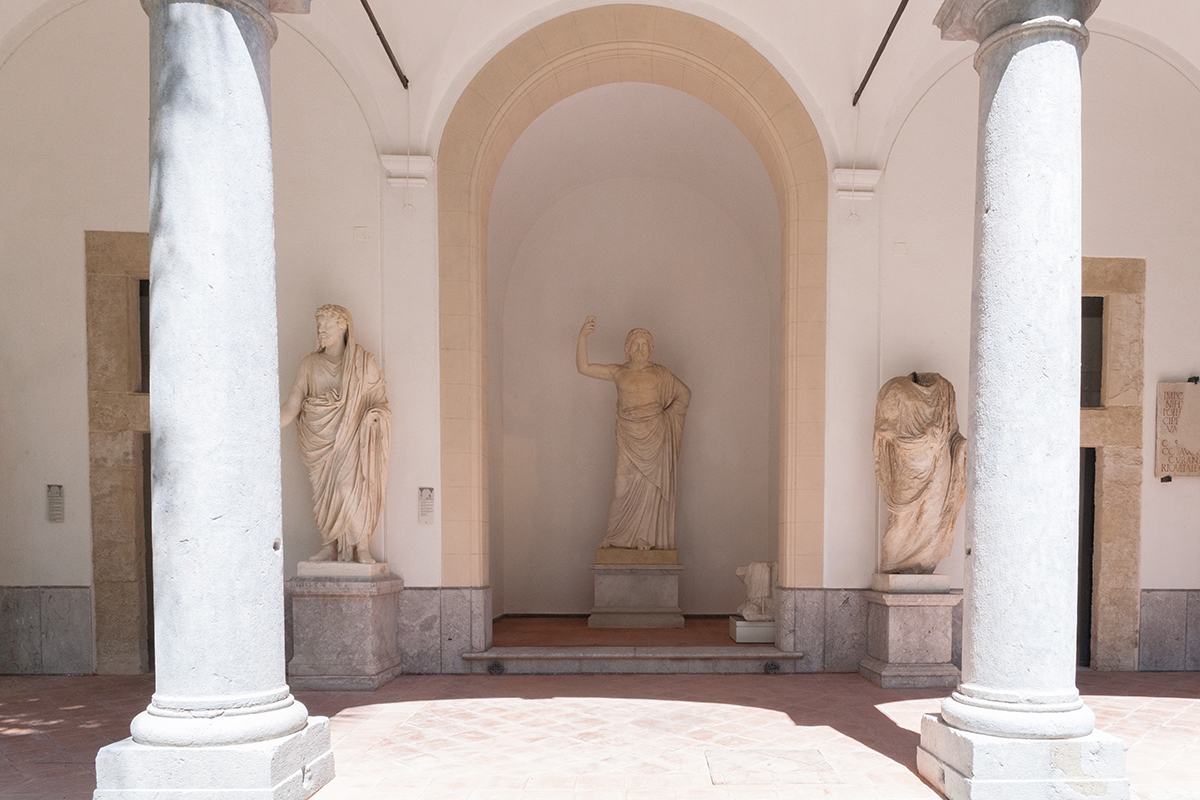
Statue di epoca romana

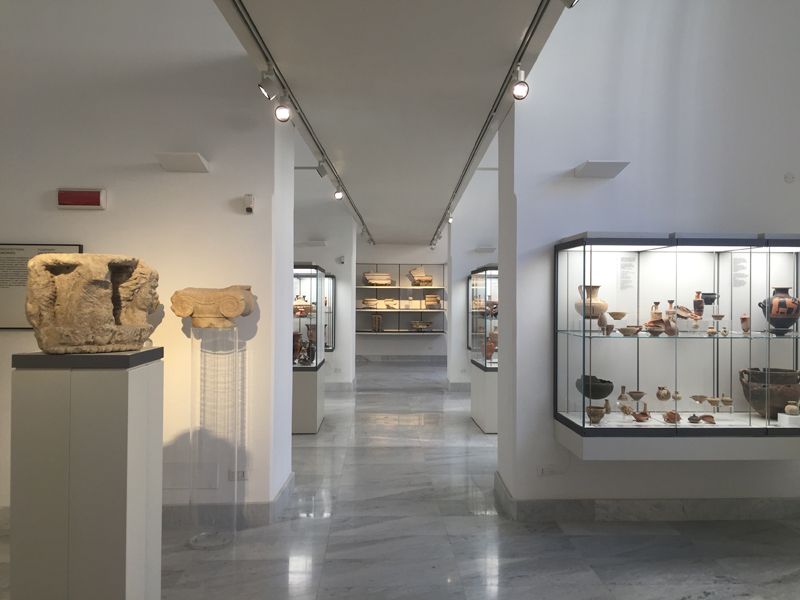
Sale dedicate alla necropoli di Selinunte

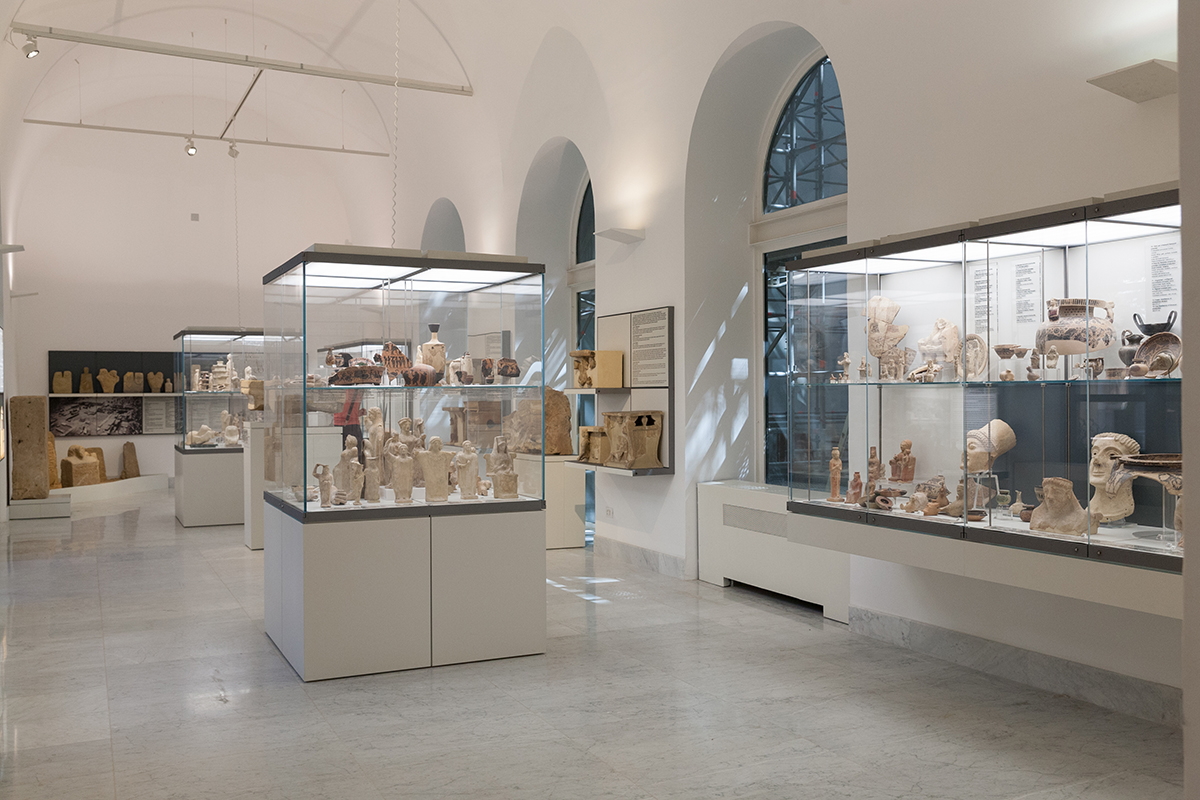
Sala dedicata ai santuari di Selinunte.

Il museo è composto in parte da collezioni private acquistate dal museo o donate allo stesso nel corso dei secoli.

### Collezione del Museo dell'Università
Si tratta della collezione più antica e primo nucleo del museo, venne acquisita nel 1814 quando Giuseppe Emanuele Ventimiglia principe di Belmonte alla sua morte lasciò la sua collezione all'Università di Palermo che a sua volta in seguito la cedette al costituendo "Regio Museo Archeologico di Palermo".

### Collezione del "Museo Salnitriano"
La collezione componeva il museo dei Padri Gesuiti di Palermo (detto "Salnitriano" dal nome del fondatore Padre Ignazio Salnitro che lo fondò nel 1730) e venne accorpata alla collezione del "Regio Museo Archeologico di Palermo" in seguito all'introduzione della legge del 1866 che prevedeva la confisca dei beni ecclesiastici.

### Collezione Astuto
Si tratta della collezione del netino Antonino Astuto barone di Fargione, consistente in reperti greci e romani acquistati sul mercato antiquario romano dal 1760 fino al 1811 e restaurati secondo criteri neoclassici.
Alla sua morte la collezione fu in gran parte venduta al "Regio Museo Archeologico di Palermo".

### Collezione Salinas
La collezione che diede il nome al museo, la più numerosa con i suoi 6641 pezzi, venne ceduta al museo dallo stesso Salinas alla sua morte, avvenuta nel 1914, per mezzo di testamento. La collezione è composta da libri, manoscritti, stampe, fotografie, oggetti personali e una raccolta numismatica di circa 6000 monete.

### Collezione Casuccini
Di grande interesse, infine, la collezione etrusca. È costituita da sarcofagi, cippi, statue-cinerarie, urne, ceramiche attiche a figure rosse e nere, bronzi e interi corredi funebri. Viene considerata la più importante collezione etrusca al di fuori della Toscana. Gli oggetti esposti provengono da Chiusi, dagli scavi effettuati nei possedimenti del conte Pietro Bonci Casuccini, il quale aveva dato vita ad una collezione di oltre diecimila pezzi, custoditi in un museo aperto al pubblico.
La collezione fu poi acquistata nel 1865 dal Regio 'Museo di Palermo' grazie all'interessamento dell'allora ministro della cultura Michele Amari

### Medagliere Gandolfo
Nel 1820 fu acquisita la preziosa collezione numismatica del termitano Francesco Gandolfo.

### Ariete di bronzo

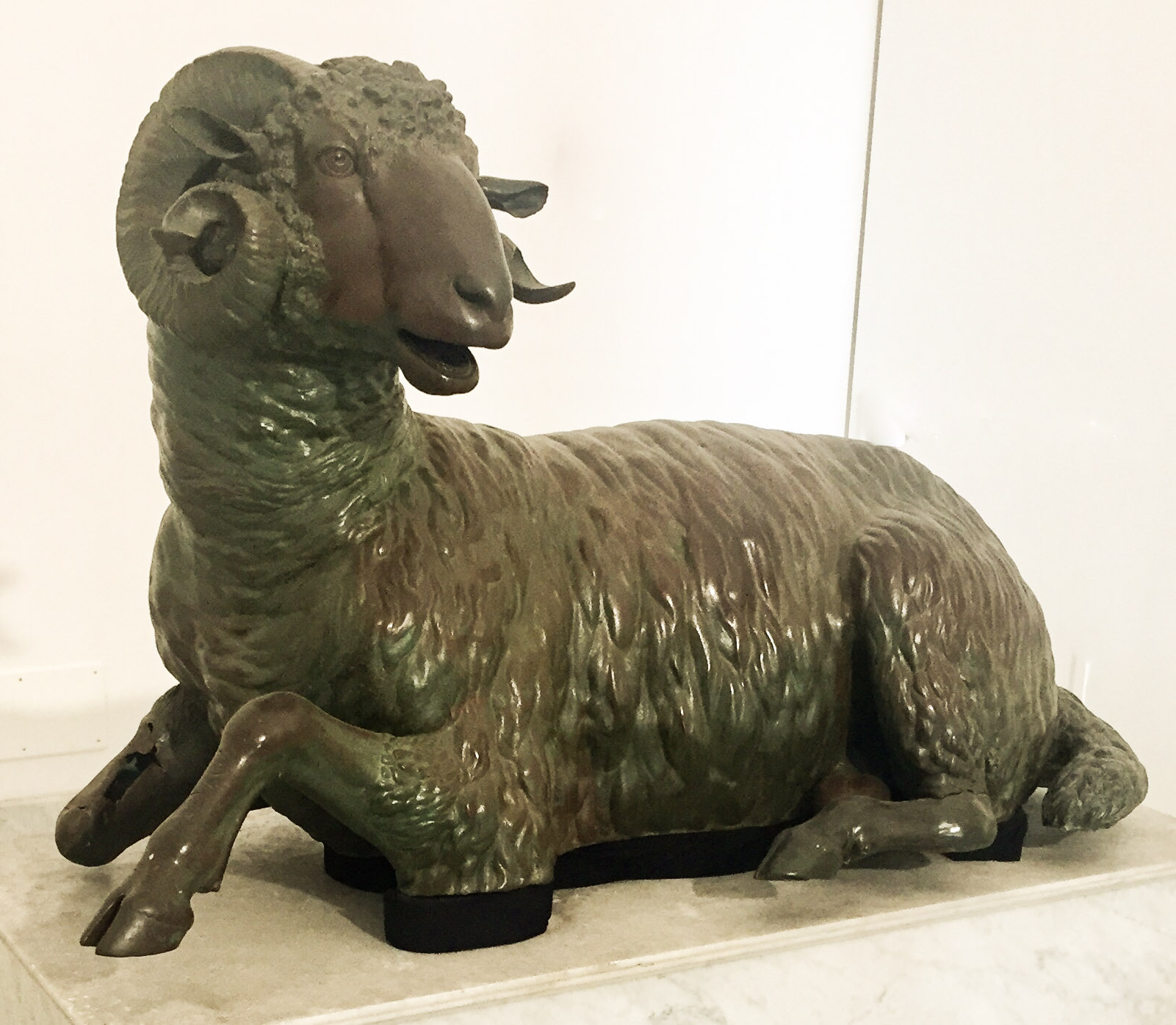
Ariete di bronzo

L'Ariete in bronzo è una scultura bronzea, unica superstite di una coppia, di provenienza siracusana databile ai primi decenni del III secolo a.C.. La scultura viene attribuita alla cerchia di Lisippo. La tecnica realizzativa è quella della fusione a cera persa e raffigura un ariete accovacciato probabilmente pronto allo scatto.
Secondo un'altra tradizione due arieti in bronzo furono portati da Costantinopoli a Siracusa, dall'ammiraglio bizantino Giorgio Maniace e posti ad ornamento della fortezza da lui costruita in quella città, tuttavia tale tradizione pare piuttosto dubbia se confrontata con le strategie di conquista di Maniace della Sicilia: un'altra ipotesi vuole infatti che gli arieti siano stati rinvenuti in scavi occasionali nella stessa città aretusea.
Nel 2005 è iniziata una campagna di restauro dell'ariete minacciato dalla corrosione per umidità atmosferica da parte di Anna Maria Carruba e sotto la direzione della direttrice del museo Salinas, Agata Villa. 
L'ariete, dal 15 settembre al 9 dicembre 2012, è stata una delle centosessanta opere scelte dalla Royal Academy of Arts di Londra per la mostra "Bronze", in rappresentanza di seimila anni di civiltà artistica mondiale.

### Pietra di Palermo

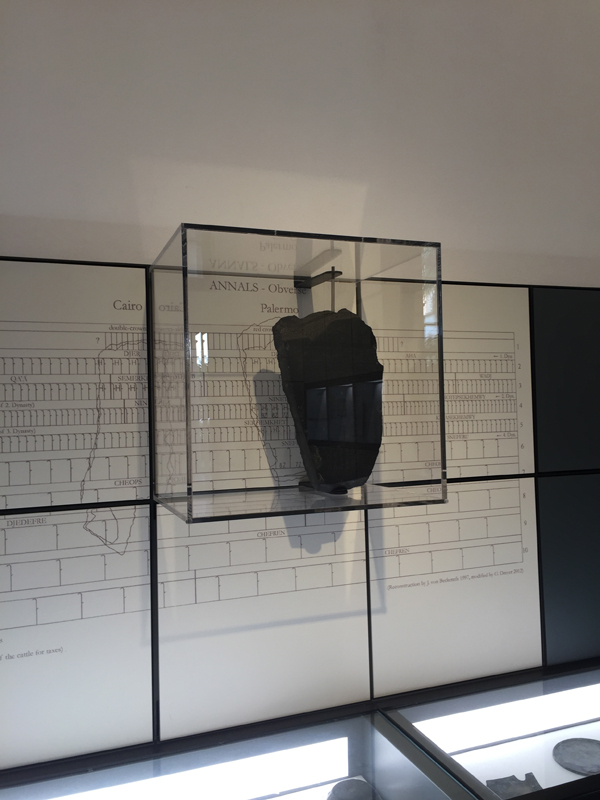
La pietra di Palermo

La pietra di Palermo è un frammento di una stele in diorite anfibolica nera. È il più antico annale regale conosciuto nell’Egitto faraonico, e costituisce una fonte fondamentale per la ricostruzione della fase dell'Antico Regno della civiltà egizia. Riporta infatti in incisione su entrambi i lati l'elenco dei faraoni d'Egitto dalla prima alla quinta dinastia, i nomi delle loro madri ed il livello raggiunto anno per anno dalle piene del Nilo: nomi non riportati da altre fonti a noi pervenute.
Sono riportate anche le donazioni di terre e beni effettuate dai sovrani al dio Ra, ad Hathor e alle anime di Eliopoli.
Il frammento della stele è il più grande fra i sette finora rinvenuti: misura 43 cm di altezza per 30,5 di larghezza.
Ci sono incertezze riguardo la datazione. Non è noto se l'iscrizione sia stata fatta in una volta sola o se parte delle iscrizioni siano state aggiunte in un periodo successivo.  Non è inoltre noto se risale al periodo che viene descritto nell’iscrizione (quinta dinastia). La datazione più probabile della realizzazione della stele è la metà della V dinastia che regnò tra il 2500 a.C. e il 2350 a.C. circa, durante il periodo della storia egiziana chiamato Antico Regno. 
La collocazione originale della stele è sconosciuta, ma si ipotizza che sia stata ritrovata ad Eliopoli o nelle rovine del tempio di Ptah a Menfi. Si ritiene che in origine avesse una lunghezza di circa 2 metri ed una altezza di 60 centimetri. I faraoni menzionati decifrabili del Periodo predinastico del Basso Egitto sono: Seka, Tau (o Tiu), Thesh, Neheb, Uatchnar e Mekha.

### Frammento del Fregio del Partenone

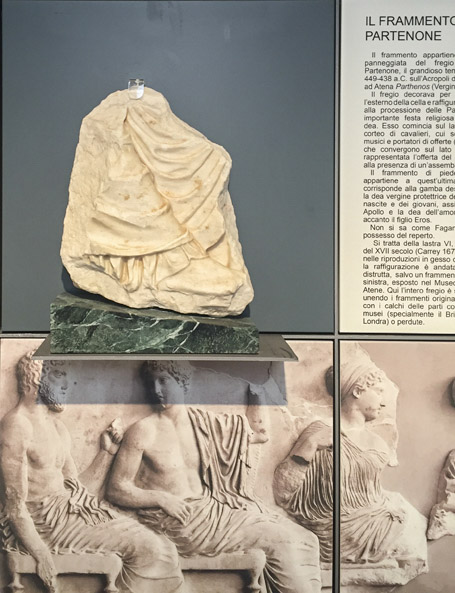
Il Frammento di Palermo

Nel museo è stato conservato un frammento scultoreo proveniente dal Partenone, pertinente al fregio di Fidia, in particolare ad una parte del fregio raffigurante il piede di Artemide. La campagna messa in atto dalla Grecia per il ritorno dei marmi di Elgin e delle altre sculture provenienti dal Partenone e disperse in vari musei del mondo ha avuto accoglienza in Italia, anche per quanto riguarda il frammento scultoreo conservato in questo museo, denominato dalla stampa "frammento di Palermo".
Nei primi giorni del 2022 il frammento è stato riconsegnato alla Grecia dal governo regionale siciliano, su iniziativa dell'allora assessore regionale dei Beni Culturali Alberto Samonà, fattosi promotore di un accordo sottoscritto tra il museo Salinas e il museo dell'Acropoli della capitale greca. La cerimonia di consegna è avvenuta il 10 gennaio ad Atene alla presenza del premier greco Mitsotakis, di Samonà, del Ministro della Cultura greca Lina Mendoni e della direttrice del Salinas, Caterina Greco. In cambio, a seguito dell'accordo, dalla Grecia è arrivata al Museo Salinas una statua acefala della dea Atena. 
Prima di questa data, in passato vi erano stati altri tentativi di consegna alla Grecia ma dopo qualche tempo il reperto era tornato a Palermo. Il 24 settembre 2008, il presidente italiano Giorgio Napolitano aveva riconsegnato il frammento ad Atene per un prestito temporaneo, al termine del quale, nel 2010, il frammento era tornato a Palermo. L'evento va inserito nelle azioni che la Grecia e l'Italia stanno mettendo in atto a favore del ritorno nel luoghi di origine di reperti archeologici espatriati illegalmente o a seguito di saccheggi. Naturalmente, ciò vale anche per reperti provenienti dall'Italia ed ora in musei esteri.

## Galleria d'immagini

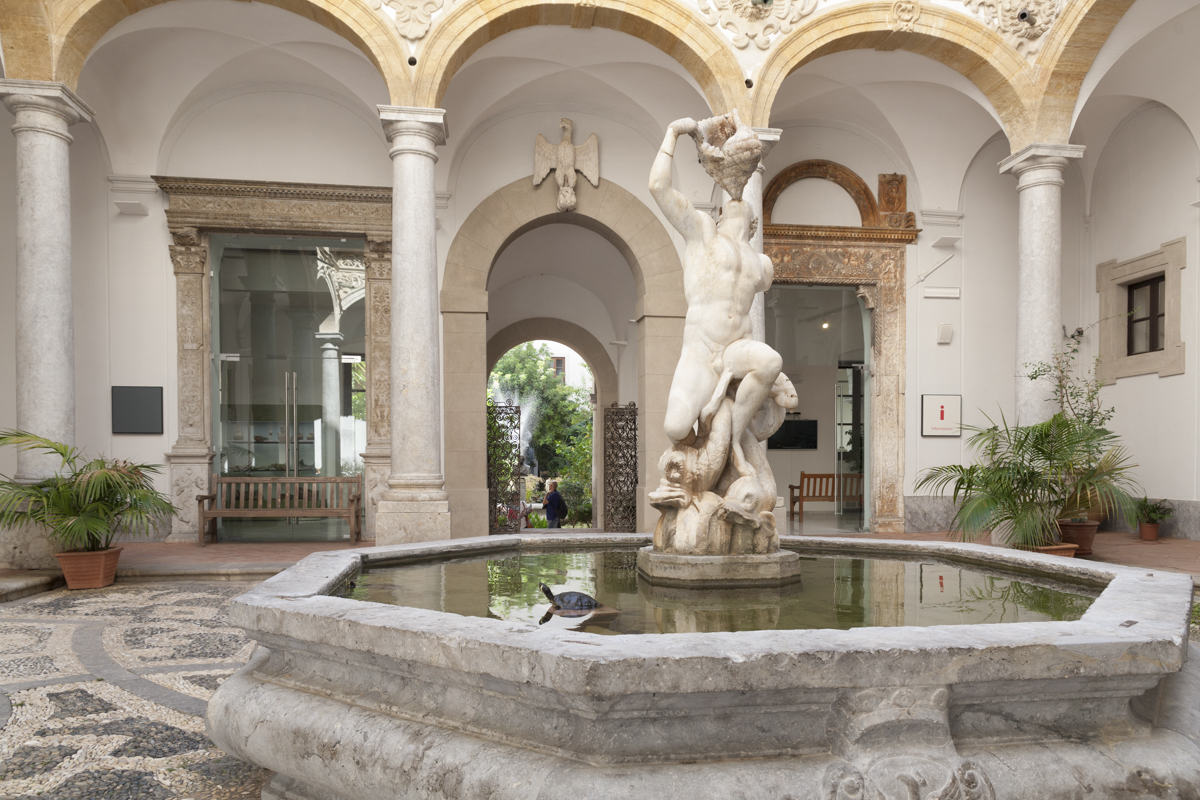
Atrio d'ingresso sul chiostro minore
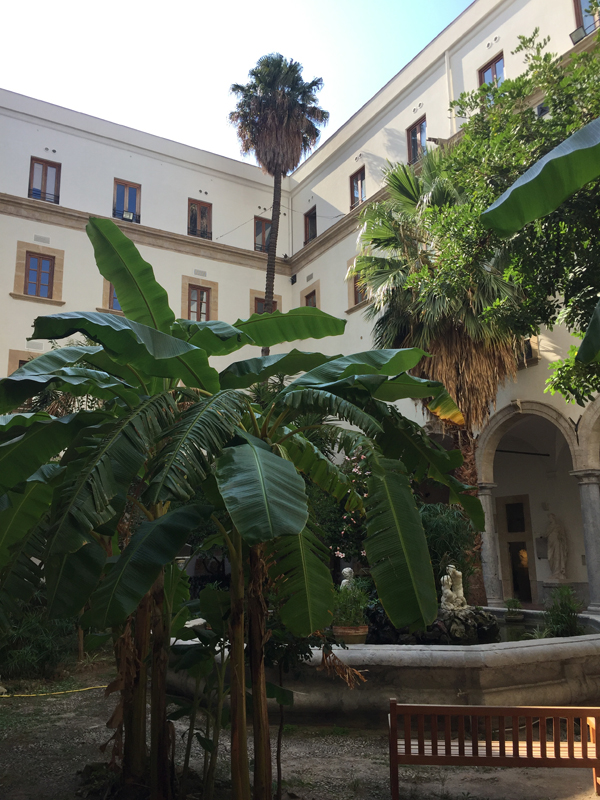
Giardino del chiostro maggiore
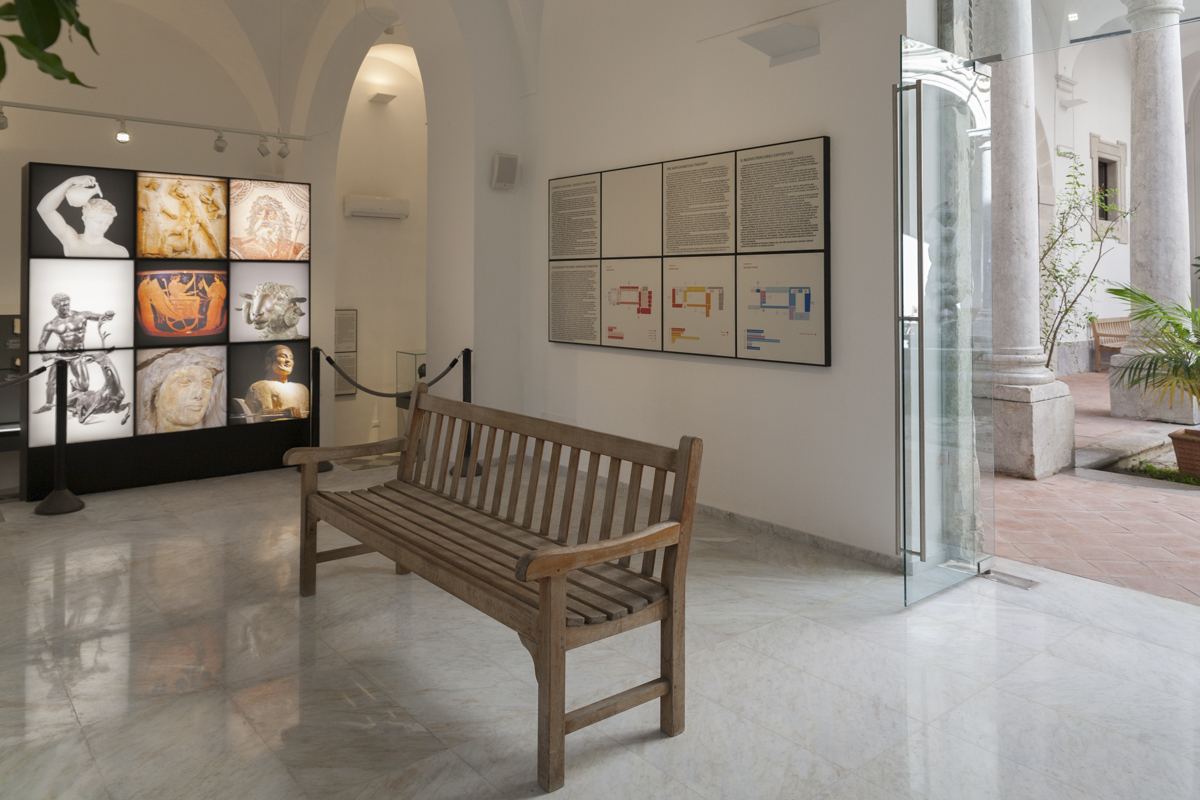
Sala didattica
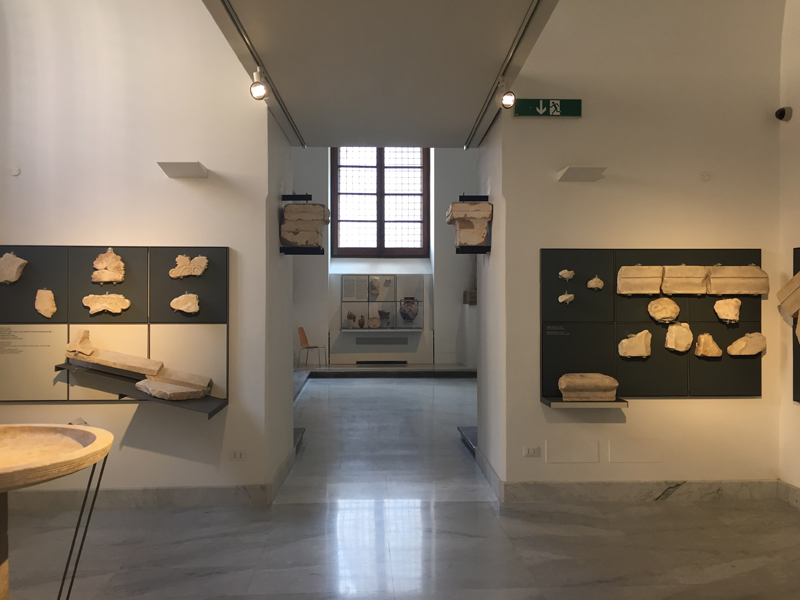
Sale dedicate alla necropoli di Selinunte
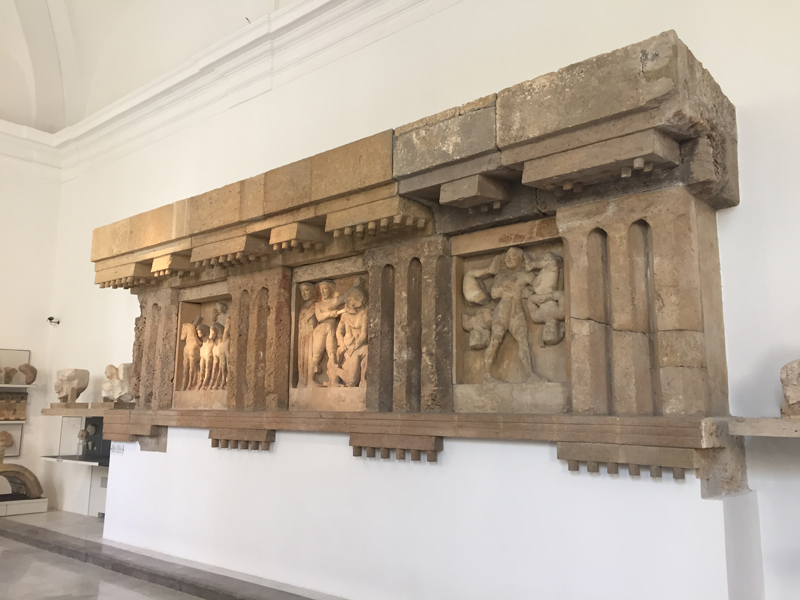
Metope del tempio C di Selinunte
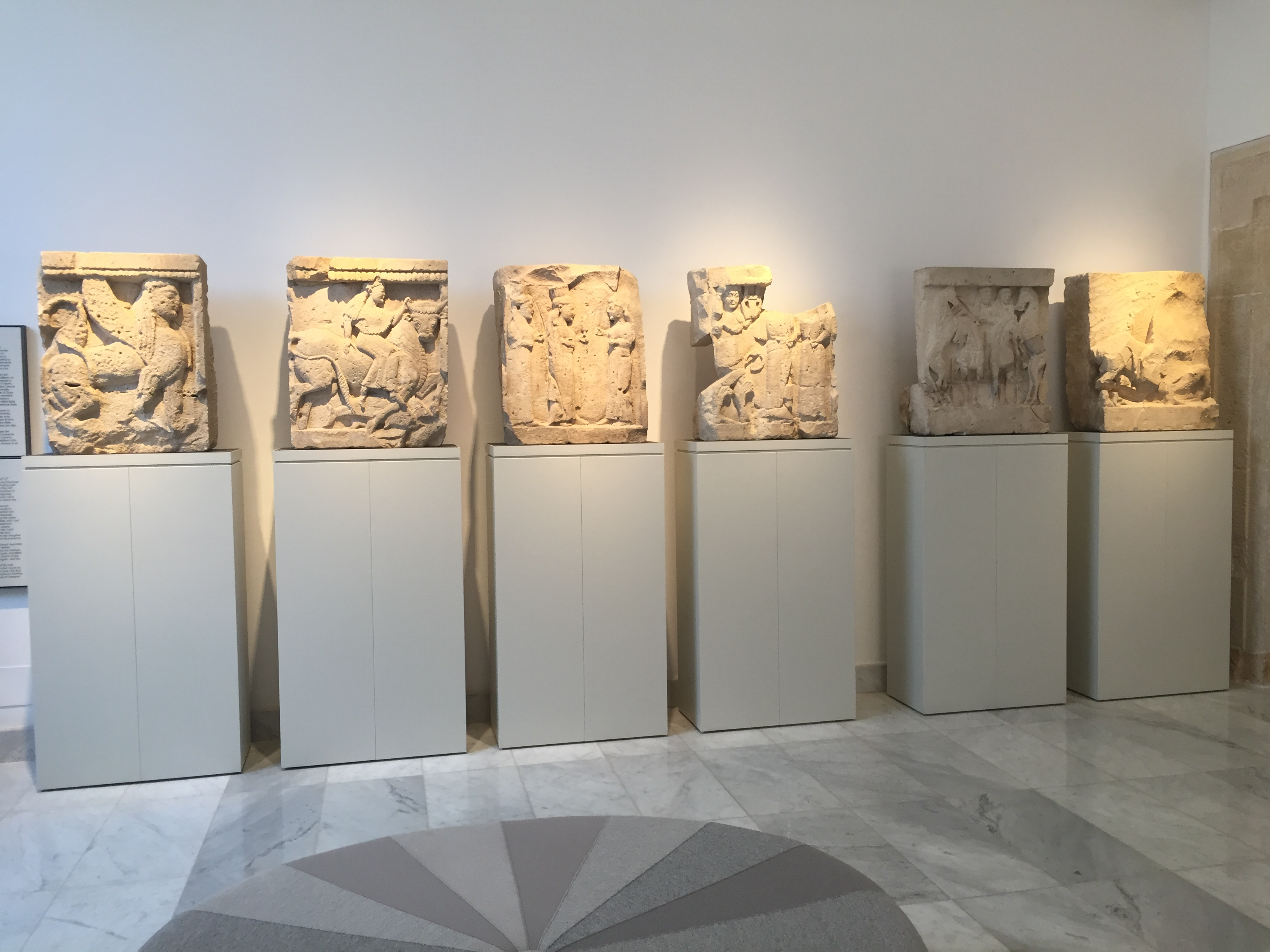
Metope del tempio Y di Selinunte
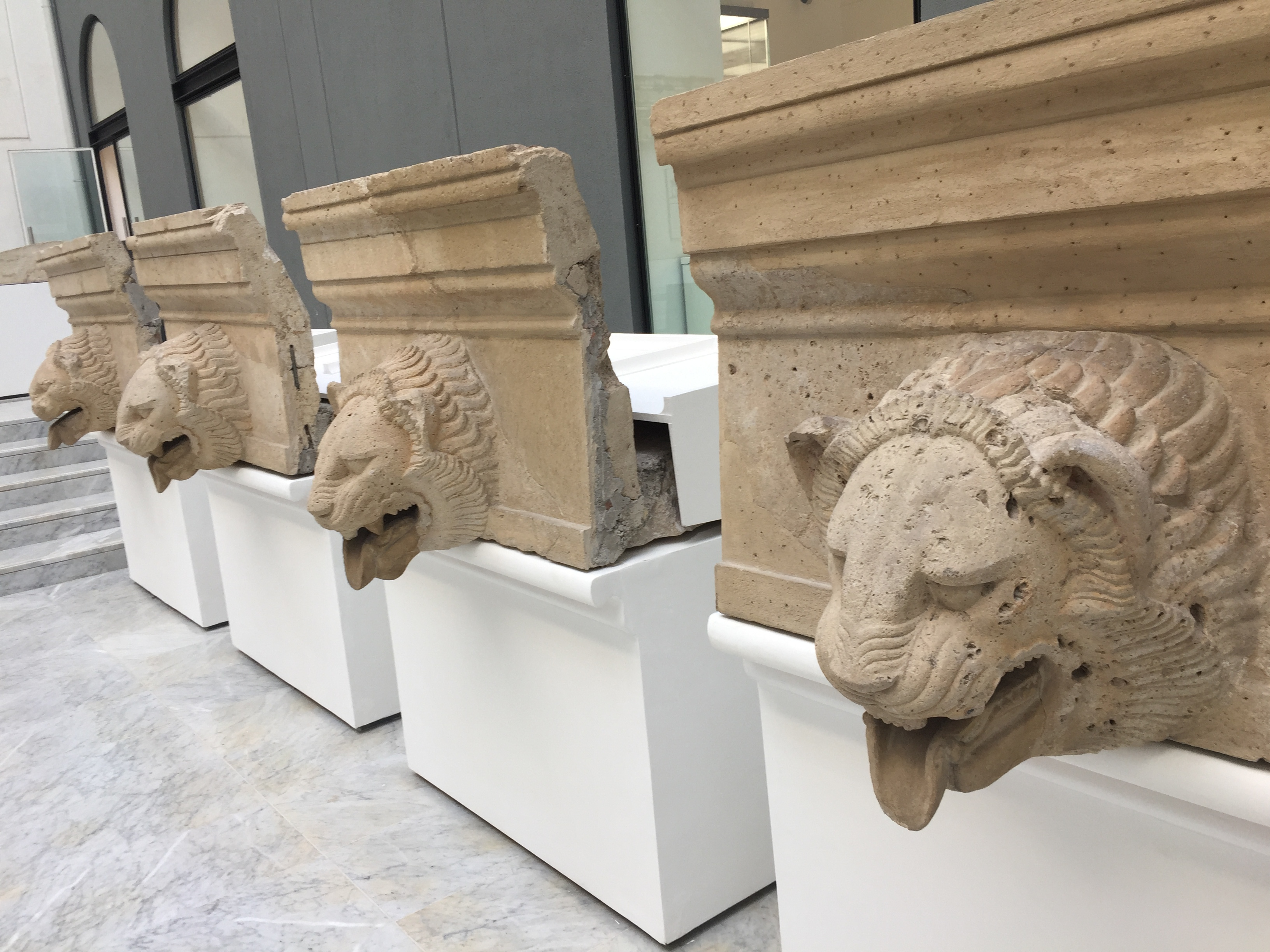
Gronde leonine dal tempio della Vittoria di Himera
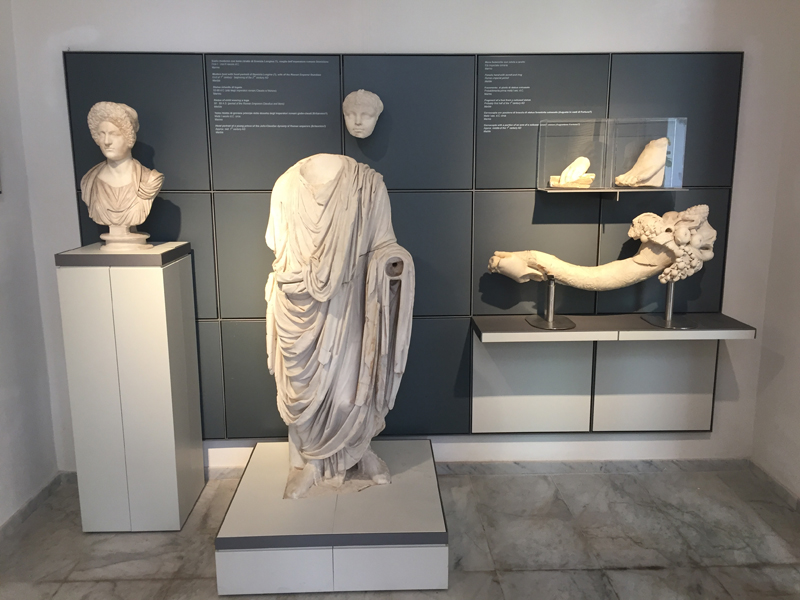
Reperti provenienti da Tindari
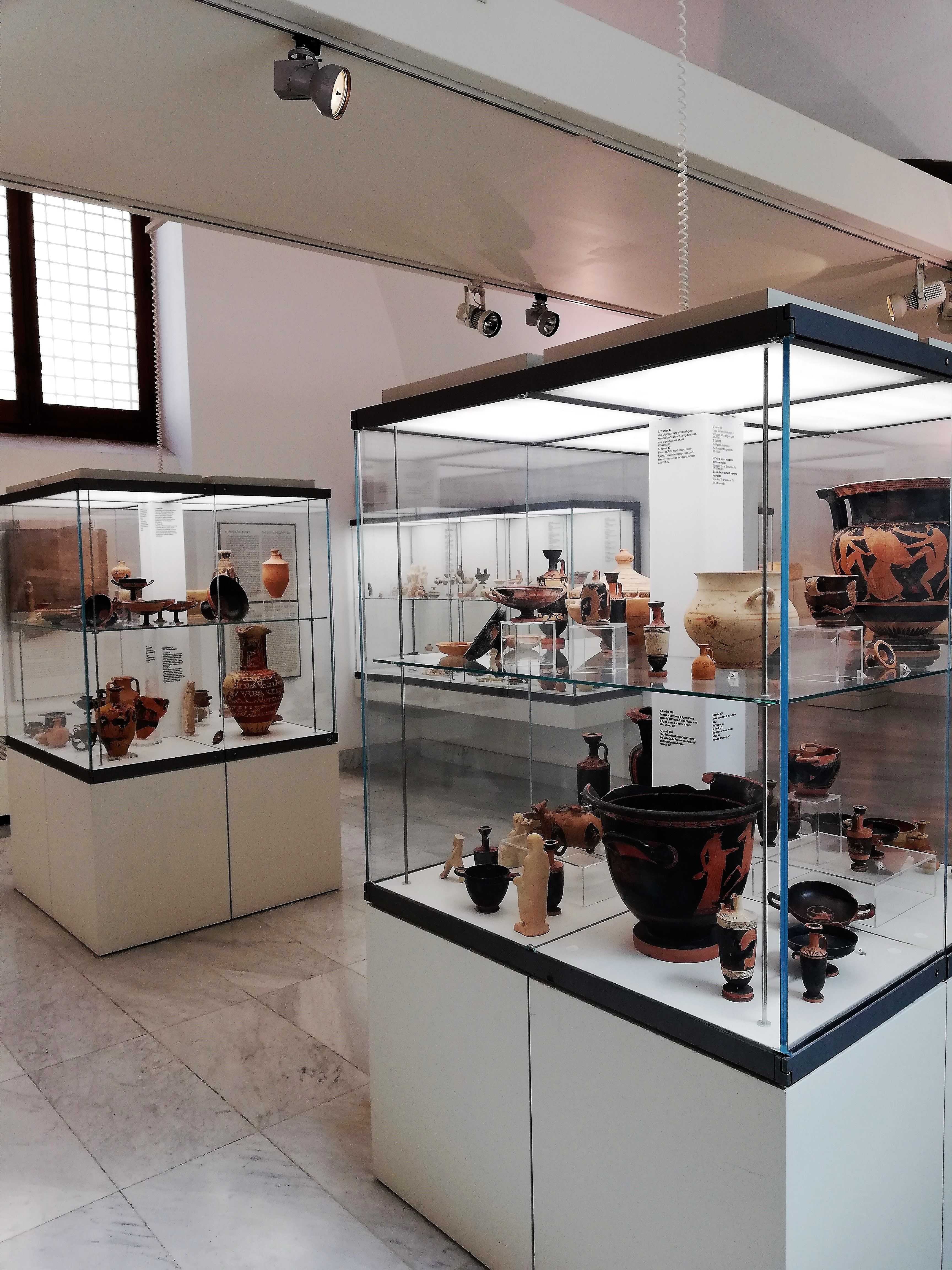
Raccolte di ceramiche di varia provenienza
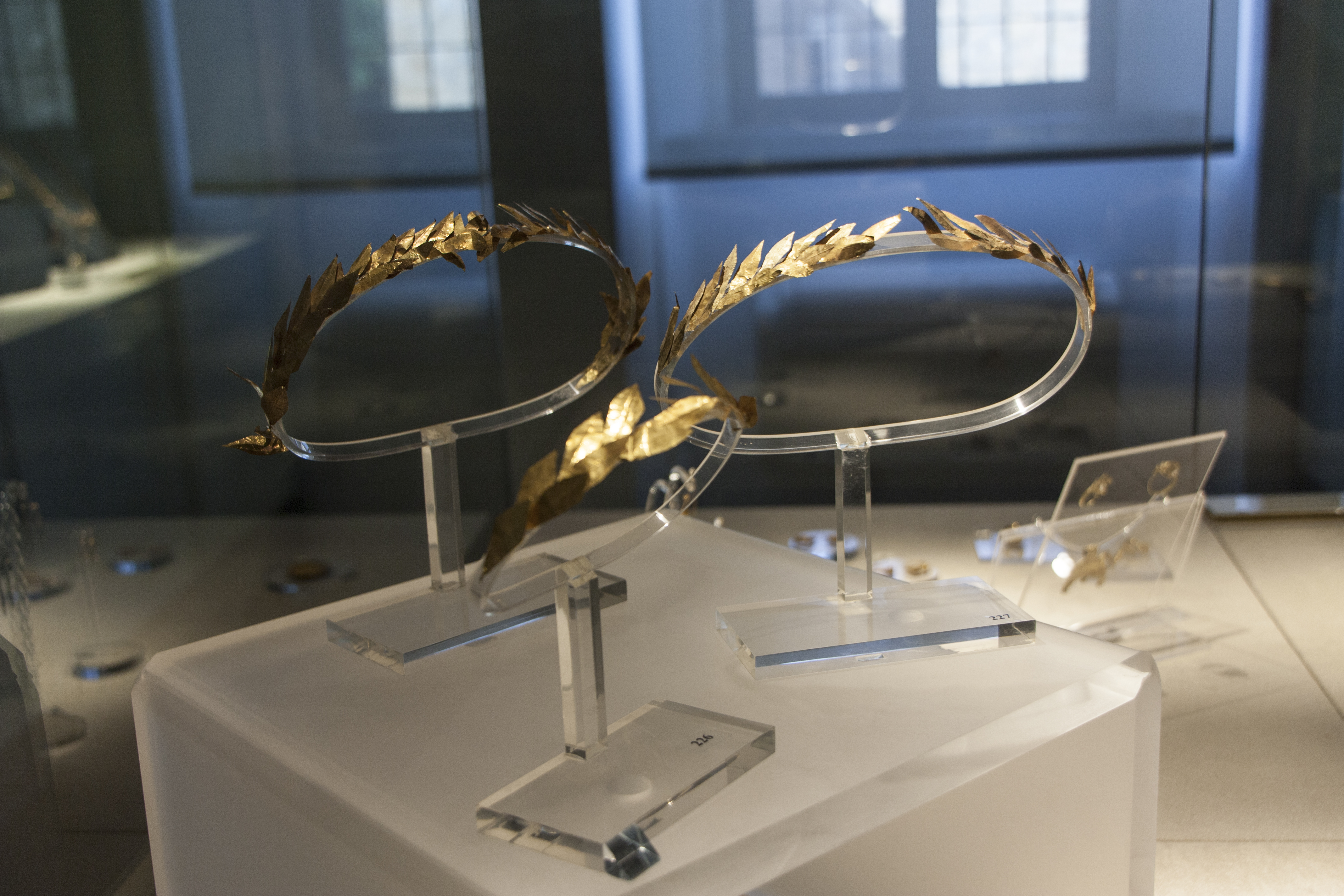
Corone auree da Tindari
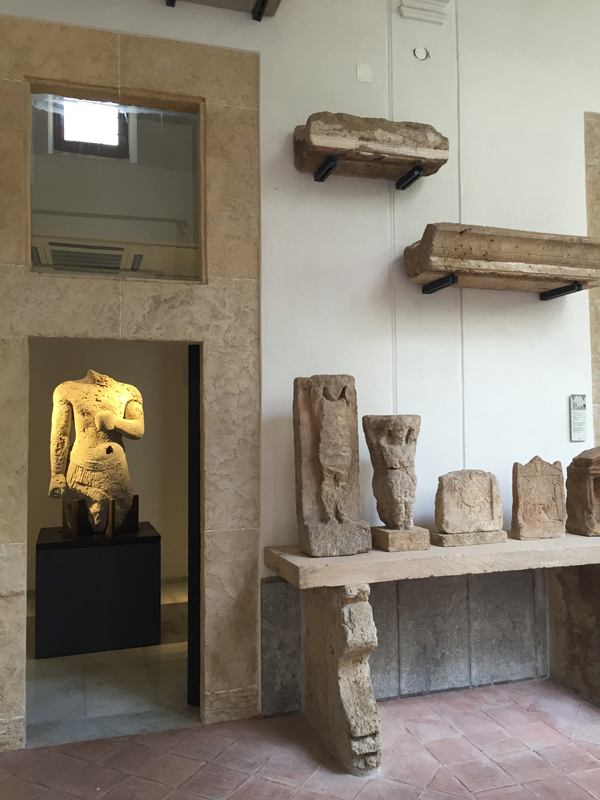
Busto maschile fenicio proveniente dallo Stagnone
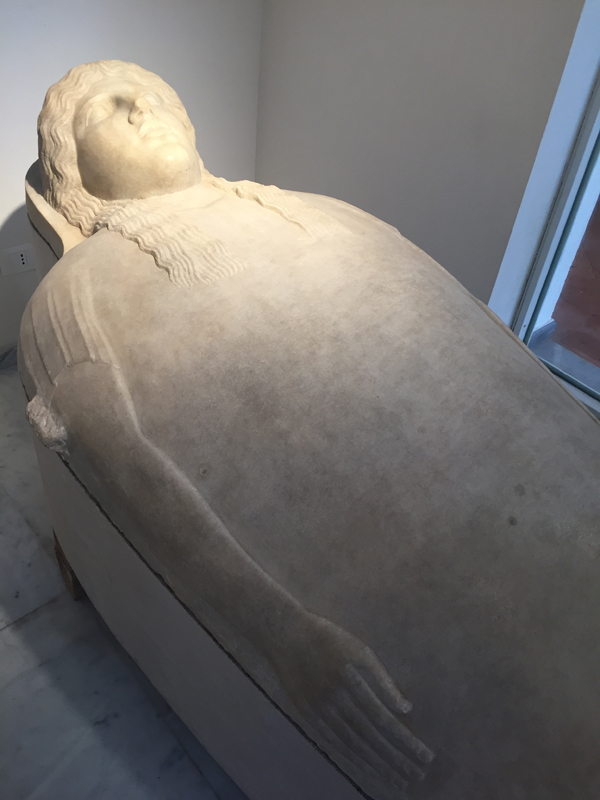
Sarcofago fenicio da Pizzo Cannita
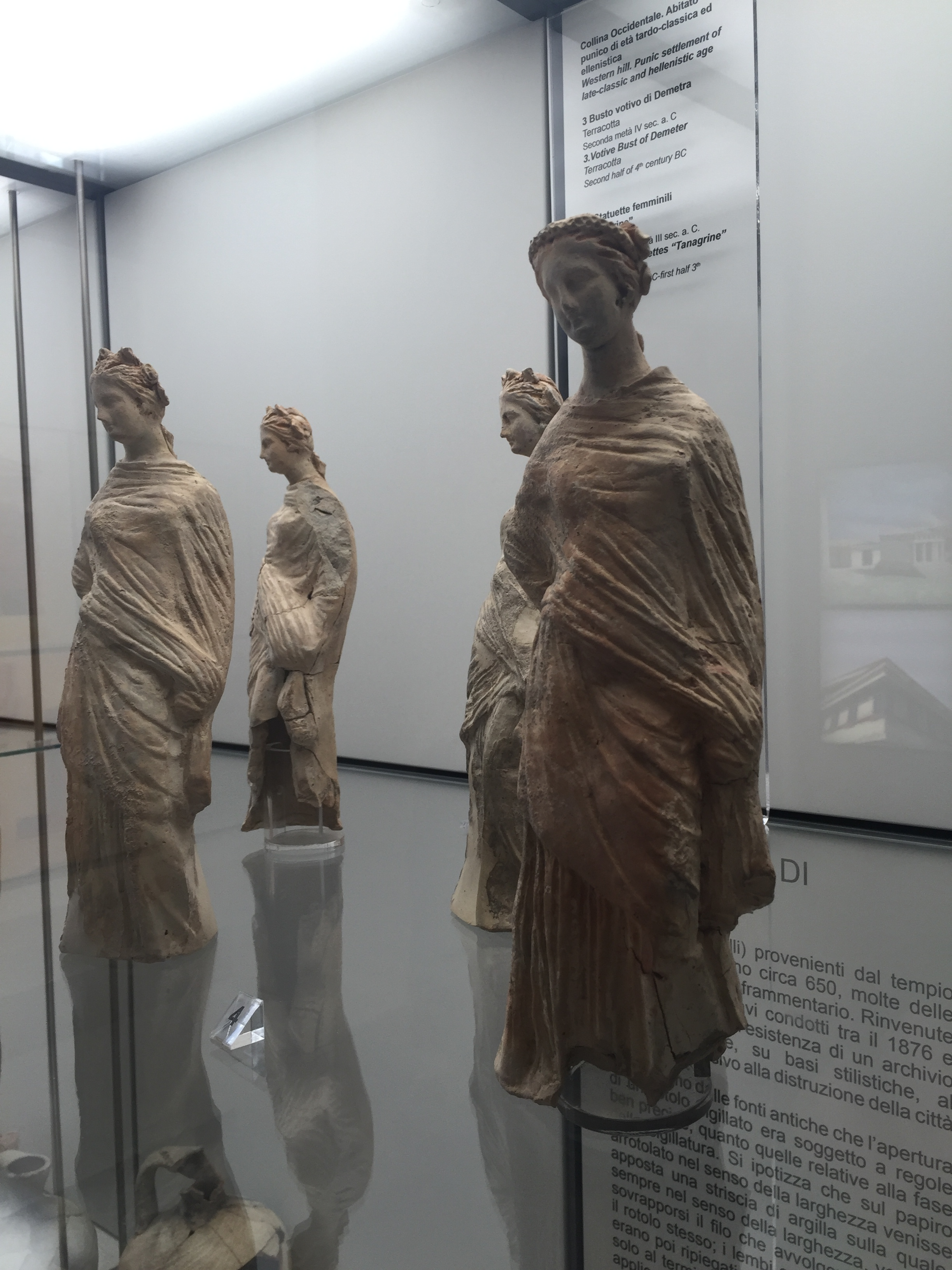
Tanagrine provenienti da Solunto
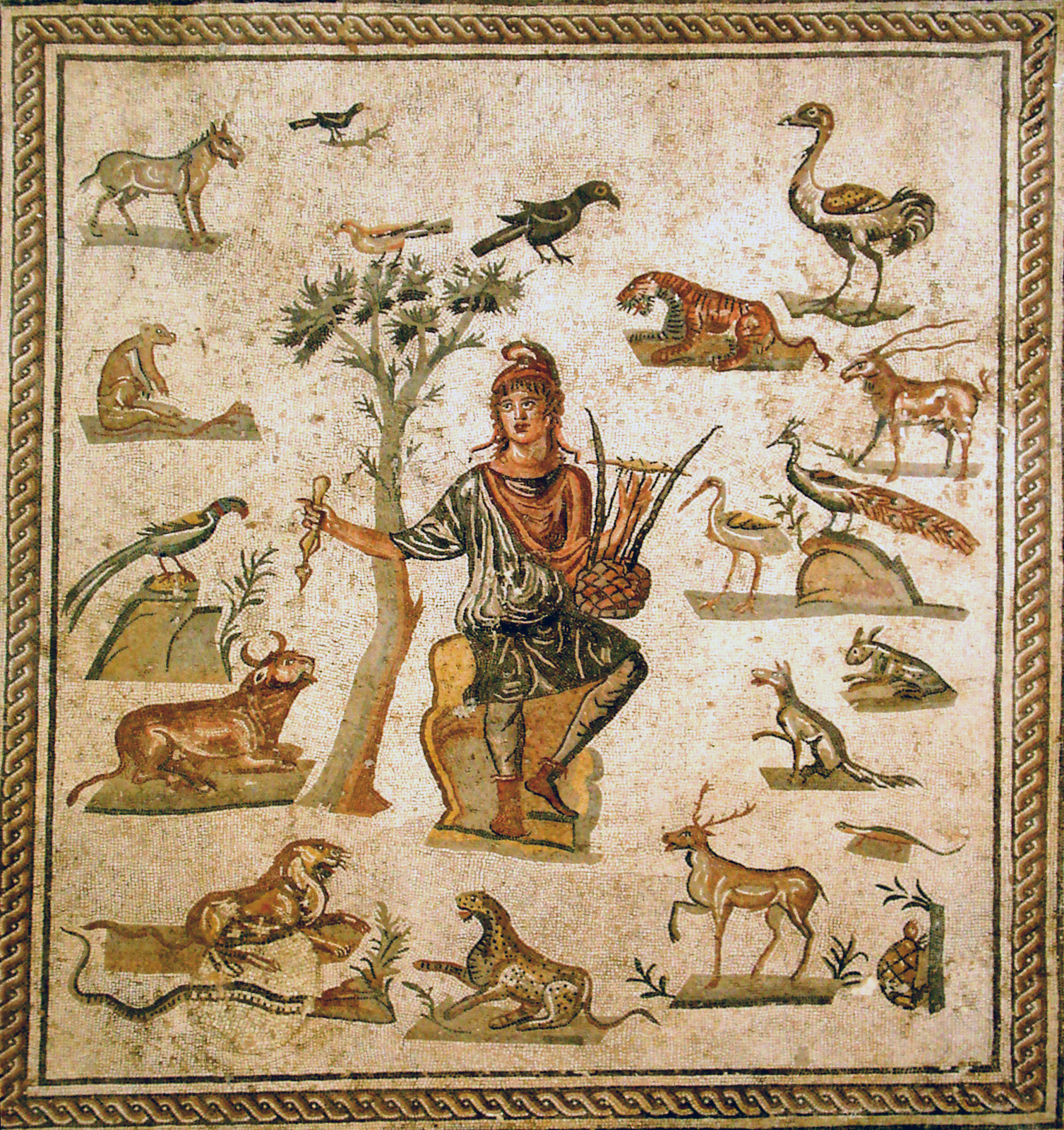
Mosaico di epoca romana, proveniente dalle case romane di villa Bonanno
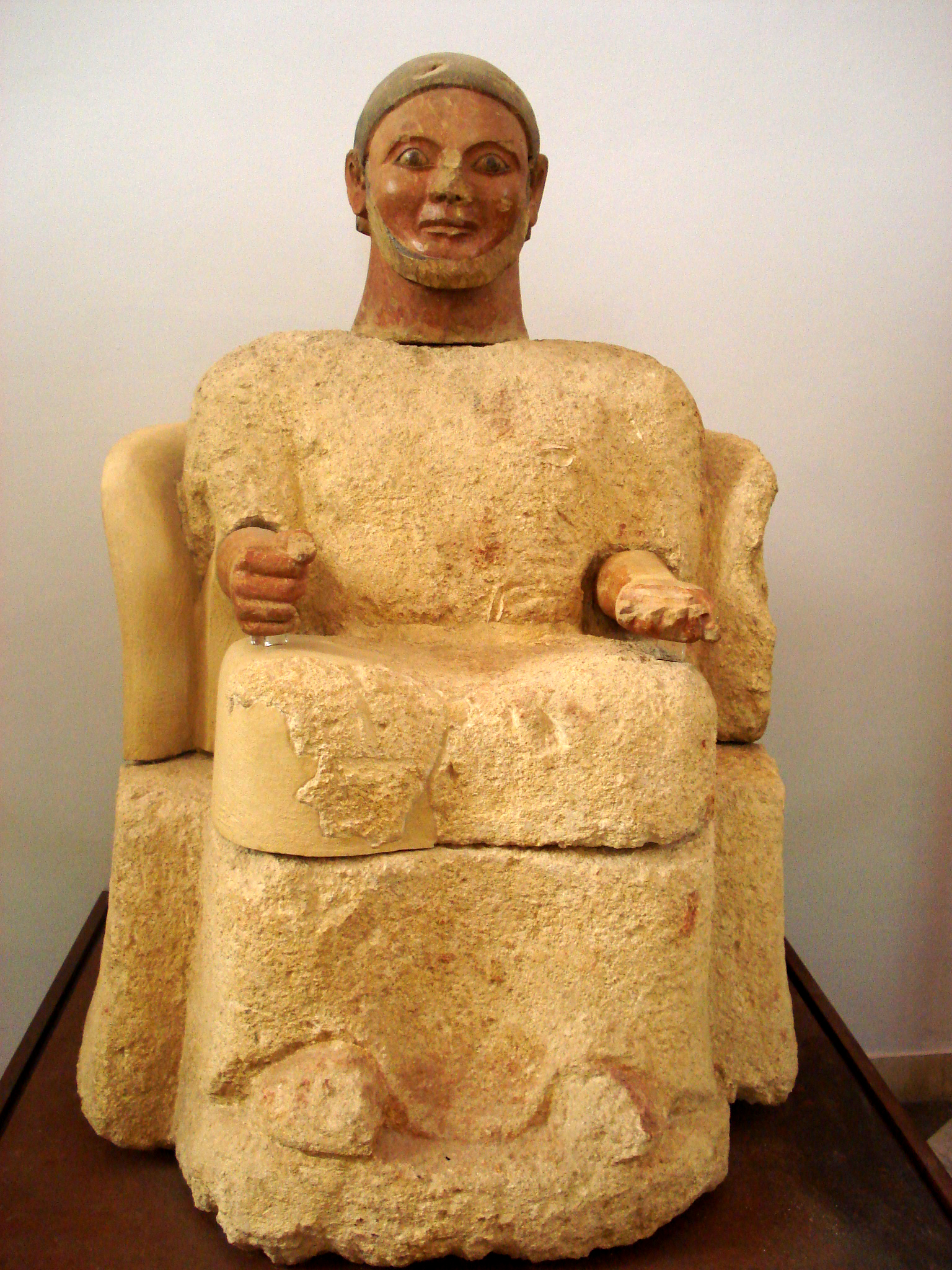
Statua funeraria etrusca, proveniente da Chiusi
Statua dell'imperatore Claudio, proveniente da Tindari
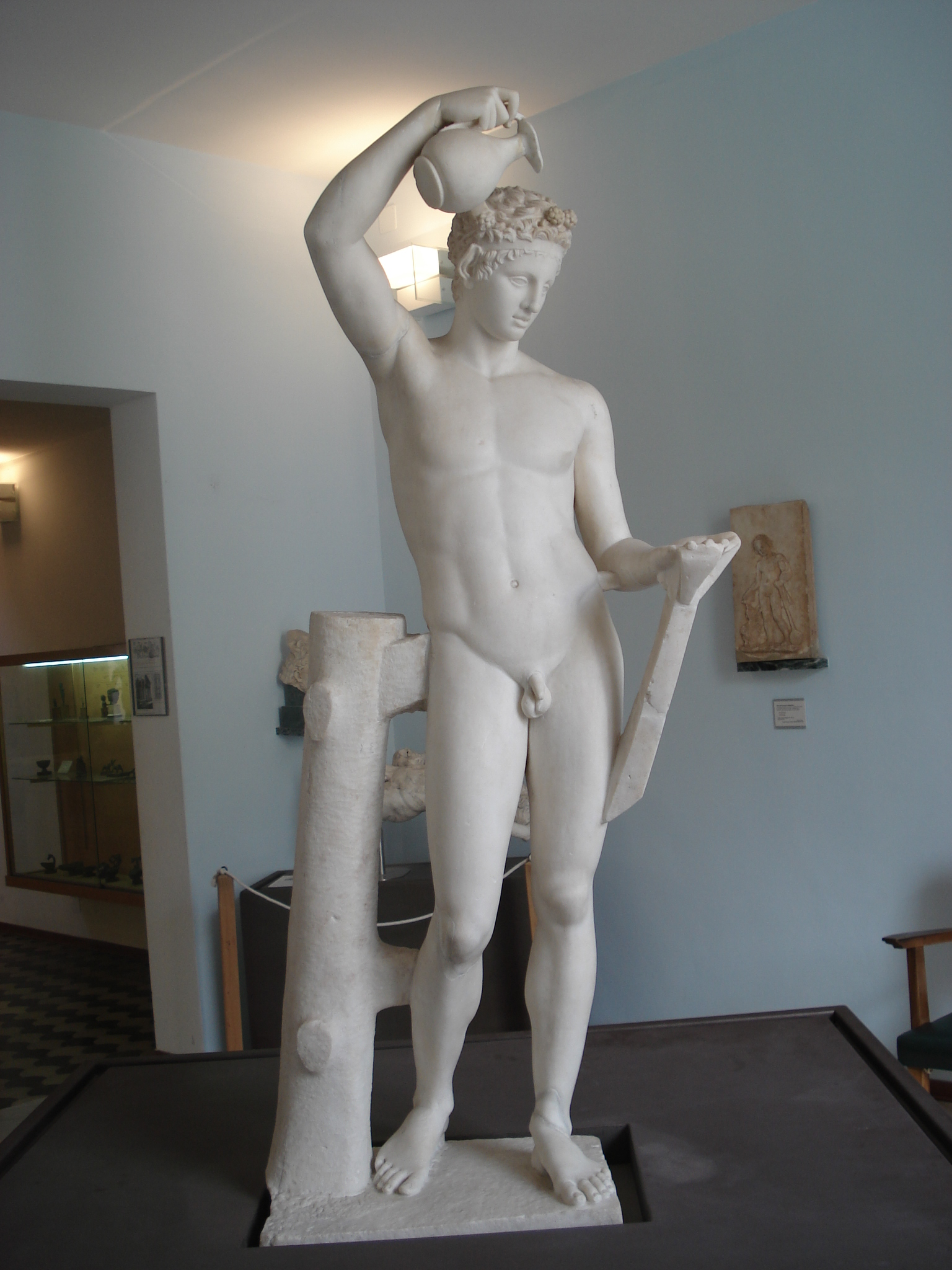
Satiro rinvenuto nella Villa Sora (Torre del Greco)
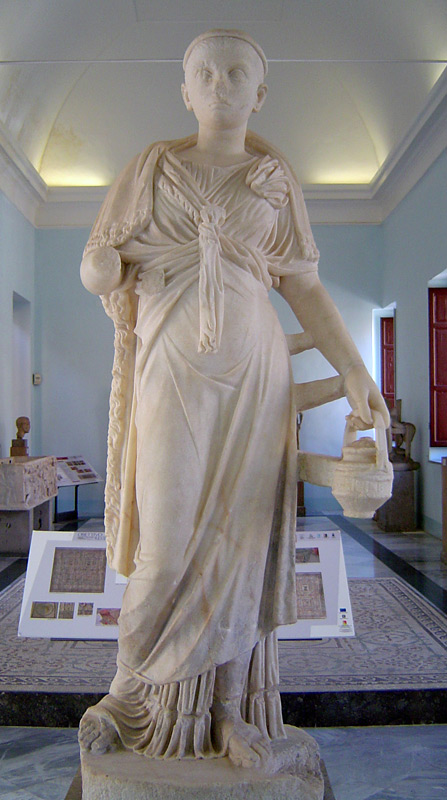
Sacerdotessa di Iside, proveniente da Taormina